# 破天荒
《破天荒》是台灣女歌手張芸京的首張錄音室專輯，也是首張演唱專輯，於2009年5月8日推出。
因專輯銷量成績甚佳，後來於2009年6月5日推出限量5000張的《謝謝照顧CD+DVD慶功版》，當中除了原有的十首歌曲外，更收錄了《黑裙子》、《破天荒》、《讓我照顧你》三首主打歌的完整MV。慶功版專輯中的文案、手稿及繪圖皆由張芸京親自操刀，絕無假手他人，此外又在其中加贈了張芸京親筆手繪的【京心感謝卡】。

## 曲目
1. 黑裙子（第一主打）（《敲敲愛上你》片尾曲）（《亂青春》主題曲）
2. 你飛吧（第五主打）（《敲敲愛上你》片頭曲）
3. 玩世不恭
4. 破天荒（第二主打）
5. 偏愛（《仙劍奇俠傳三》 插曲）（第七主打）
6. 戀人的時尚生活（第六主打）
7. 讓我照顧你（第三主打）
8. 改不了
9. 小王子（第四主打）
10. 1030

## MV
1. 首波主打《黑裙子》MV中 張芸京破天荒首次嘗試穿黑裙子。
2. 第二主打《破天荒》MV中 張芸京更破天荒飾演多角 包括穿起少女睡衣拍衛生棉廣告、戴上假髮扮名模、在風雨中報導的記者等等。
3. 第三波主打《讓我照顧你》MV中 張芸京破天荒首次挑戰劇情式MV 與師弟青鳥飛魚中的七零及皆為超級偶像的黎卉淇演出三角習題的劇情 更一度與七零演起追逐、強吻、跌倒等激烈情節。
4. 第四波主打《小王子》。
5. 第五波主打《你飛吧》。
6. 第六波主打《戀人的時尚生活》。
7. 第七波主打《偏愛》。

## 獎項
1. 歌曲"黑裙子"在2009年度新城勁爆頒獎禮中獲得"勁爆國語歌曲"的殊榮。[2]
2. 2009 G-music風雲榜年度銷售華語榜第13名
3. 2009 G-music風雲榜年度銷售綜合榜第13名
4. 2009 五大唱片年度銷售華語榜第11名
5. 發行首週奪得9榜冠軍[3]